# Random early detection
Random early detection (RED) (Произвольное Раннее Обнаружение) — один из алгоритмов AQM для управления переполнением очередей маршрутизаторов.

## Общие положения

### Недостатки других алгоритмов
В традиционном алгоритме отбрасывания конца очереди (Tail drop), маршрутизатор или другое сетевое оборудование набирает в буфер максимальное количество пакетов, отбрасывая всё, что остается незагруженным. Если буферы постоянно заполнены, сеть становится перегруженной 
В итоге получается, что Tail drop нерационально использует пространство памяти маршрутизатора. Также в случае множественных коротких TCP сессий в сети наступает перегрузка (когда на маршрутизатор поступает большое количество инициализующих пакетов). Не-TCP программы, не обладающие защитой от перегрузки, также вызывают заторы в сети .

### Решение проблемы
RED отслеживает средний размер очереди и отбрасываемых пакетов, основываясь на статистической вероятности. Также RED может использовать отслеживание пометок ECN.
Если буфер практически пуст, то все пакеты пропускаются в обычном режиме. Когда очередь начинает расти, то вероятность отбрасывания пакетов также начинает расти. Когда буфер полностью заполняется, вероятность становится равной единице и все входящие пакеты отбрасываются.
Другими словами, когда заполненность буфера маршрутизатора превышает какое-либо пороговое значение, вероятность отбрасывания входящего пакета зависит от степени превышения этого порогового значения.
RED становится намного эффективнее других алгоритмов в случае малых размеров очередей, а также при «взрывном» характере трафика.
Использование RED делает невозможным разделение по классам качества обслуживания (QoS). Поэтому в случае, когда QoS важно, используются другие варианты алгоритма, такие как Weighted RED (WRED) или RED In/Out (RIO).

## Альтернативные варианты
- Взвешенный RED (WRED) позволяет использовать различные вероятности для различных приоритетов (IP precedence, DSCP) или очередей.
- Адаптивный / Активный RED (ARED) алгоритм [3] решает в каждом отдельном случае, сделать ли RED более или менее агрессивным, основываясь на наблюдениях за средней длиной очереди.